# Iszwa
Iszwa (arab. إشوع) – nieistniejąca już arabska wieś, która była położona w Dystrykcie Jerozolimy w Mandacie Palestyny. Wieś została wyludniona i zniszczona podczas I wojny izraelsko-arabskiej, po ataku Sił Obronnych Izraela w dniu 18 lipca 1948.

## Położenie
Iszwa leżała na szczycie wzgórza w północno-zachodniej części Judei. Według danych z 1945 do wsi należały ziemie o powierzchni 5522 ha. We wsi mieszkało wówczas 620 osób.
| własność gruntów | powierzchnia gruntów (hektary) |
| ---------------- | ------------------------------ |
| Arabowie         | 5456                           |
| Żydzi            | 0                              |
| publiczne        | 66                             |
| Razem            | 5522                           |

| Rodzaj użytkowanych gruntów | Arabowie (hektary) | Żydzi (hektary) |
| --------------------------- | ------------------ | --------------- |
| uprawy oliwek               | 414                | 0               |
| uprawy nawadniane           | 473                | 0               |
| uprawy zbóż                 | 1911               | 0               |
| nieużytki                   | 3120               | 0               |
| zabudowane                  | 18                 | 0               |

## Historia
Wieś jest utożsamiana ze starożytnym kananejskim miastem Eszta’ol. Wiadomo, że w czasach panowania rzymskiego miejscowość nazywała się tak samo. Pomiędzy XVI a XVIII wiekiem osada była prawdopodobnie opuszczona.
W okresie panowania Brytyjczyków Iszwa była małą wsią. We wsi był jeden meczet.
Podczas wojny domowej w Mandacie Palestyny arabskie milicje działające ze wsi Iszwy atakowały żydowskie konwoje do Jerozolimy, paraliżując komunikację w tym rejonie. Gdy podczas I wojny izraelsko-arabskiej w pobliżu wioski wybudowano Drogę Birmańską, jej sąsiedztwo stwarzało poważne zagrożenie dla bezpieczeństwa żydowskich transportów. Z tego powodu podczas operacji Danny w dniu 18 lipca 1948 wieś zajęli izraelscy żołnierze.

## Miejsce obecnie
Na terenie wioski Iszwa utworzono w 1949 moszaw Eszta’ol.
Palestyński historyk Walid Chalidi, tak opisał pozostałości wioski Iszwa: „Na miejscu pozostaje tylko kilka domów, które służą jako domy mieszkalne lub magazyny. Cmentarz wioski, położony obok budynku administracji osiedla, został wyrównany i obsiany trawą”.